# رشید حمامی
رشید حمامی، که بیشتر با نام برادر رشید شناخته می‌شود (متولد ۱۹۷۱، مراکش)، مسلمان سابق مراکشی و نوکیش مسیحی است که پدرش امام بوده است. او یک آپولوژیست مسیحی و منتقد اسلام است و میزبان یک برنامه زنده هفتگی با امکان تماس تلفنی در تلویزیون الحیات است که در آن به مقایسه اسلام و مسیحیت می‌پردازد.

## زندگی‌نامه
رشید در مراکش و در خانواده‌ای مسلمان و سنتی به دنیا آمد و در دوکاله بزرگ شد. پدر او امام بود. او در ۶ سالگی یک ششم قرآن را حفظ کرد. رشید در دانشگاه حسن دوم در کازابلانکا اقتصاد و علوم کامپیوتر خواند. در سال ۱۹۹۰، در سن ۱۹ سالگی، پس از بررسی تفاوت‌های بین اسلام و مسیحیت، با هدف اولیه دفاع از اسلام، از اسلام به مسیحیت گروید. وقتی والدینش از تغییر دین او باخبر شدند، او را از خانه بیرون کردند و رشید با یک مبلغ مسیحی زندگی کرد، اما در نهایت مجبور به فرار از مراکش شد. او پس از اینکه متوجه شد بیش از ۸۰ میلیون عرب، گویش عربی کلاسیک قرآن را به درستی نمی‌فهمند، ترجمه قرآن را به گویش‌های محلی عربی آغاز کرد. او بر این باور بود که اگر مسلمانان بیشتری کلمات قرآن را بفهمند، این دین را ترک خواهند کرد.
در سال ۲۰۰۵، او برنامه تلویزیونی خود را در تلویزیون الحیات آغاز کرد و به مقایسه فضایل مسیحیت نسبت به اسلام پرداخت. این برنامه‌ها شامل ۵۵ قسمت ضبط شده از «برداشتن حجاب» و ۵۵۵ قسمت زنده از «پرسش‌های جسورانه» بود که در سال ۲۰۱۸ پس از ۱۲ سال به پایان رسید. این برنامه‌ها به مسلمانان اجازه می‌داد تا تماس بگیرند و دربارهٔ مسیحیت سؤال بپرسند و همچنین شامل شهادت‌هایی از مسلمانان سابق بود که به مسیحیت گرویده بودند. این کانال در جهان اسلام بحث‌برانگیز است و در چندین کشور مسلمان ممنوع شده است. این کانال در سال ۲۰۰۳ توسط الحیات وزارتخانه‌ها، یک سازمان تبشیری، در قبرس تأسیس شد. در سال ۲۰۰۶، شرکای تبشیری جدیدی از جمله وزارتخانه‌های جویس مایر به تلویزیون الحیات پیوستند.

## دیدگاه‌ها
رشید درخواست می‌کند که مراکشی‌ها اجازه قانونی داشته باشند:
- بتوانند دین خود را در صورت تمایل تغییر دهند.
- بتوانند نسخه‌ای از انجیل به زبان عربی مراکشی یا عربی مدرن را در اختیار داشته باشند، بدون ترس از دستگیری توسط پلیس.
- در صورتی که مسیحی هستند، بتوانند نام‌های مسیحی برای فرزندانشان انتخاب کنند.
- بتوانند کودکان مسیحی مراکشی را به جای دروس قرآنی، از تعلیمات مسیحی بهره‌مند سازند.
- بتوانند آزادانه دین مسیحیت را برای مسیحیان مراکشی اجرا کنند.

در ویدیویی با عنوان «پیامی به رئیس‌جمهور اوباما از یک مسلمان سابق»، او تأکید می‌کند که اقدامات دولت اسلامی در عراق و سوریه (داعش) به دین اسلام مرتبط است، برخلاف ادعاهای مخالف، و معتقد است که تروریسم اسلامی در مدارس قرآنی و مساجد آغاز می‌شود:
چند شیخ سعودی در حال ترویج نفرت هستند؟ چند شبکه تلویزیونی و رادیویی در حال شستشوی مغزی مردم هستند و خشونت را از قرآن و احادیث به آن‌ها آموزش می‌دهند؟ چند خطبه جمعه علیه غرب، آزادی و دموکراسی ایراد می‌شود؟ چند مدرسه اسلامی نسل‌هایی از معلمان و دانش‌آموزان را پرورش می‌دهند که به جهاد با هدف کشته شدن در مبارزه با «کفار» اعتقاد دارند؟ و در نهایت، چند وب‌سایت در اینترنت توسط دولت‌ها، متحدان شما، تأمین مالی می‌شوند که شیوخی دارند که فتواهایی علیه ابتدایی‌ترین حقوق بشر صادر می‌کنند؟ اگر می‌خواهید با تروریسم مبارزه کنید، از آنجا شروع کنید.
تا زمانی که جهان اسلام دین را از دولت جدا نکند، ما هرگز این چرخه را پایان نخواهیم داد (...) اگر اسلام مشکل نیست، چگونه است که در میان میلیون‌ها مسیحی خاورمیانه، حتی یک نفر هم خود را برای انجام یک حمله انتحاری (که تروریست‌ها آن را شهادت می‌خوانند) منفجر نمی‌کند، حتی با اینکه در همان شرایط اقتصادی و سیاسی و حتی بدتر زندگی می‌کنند؟

## زندگی شخصی
رشید متأهل است. همسر او نیز یک مسیحی مراکشی است. آن‌ها سه فرزند دارند.